# El asedio de Jadotville (película)
El asedio de Jadotville es una película de guerra, dirigida por Richie Smyth y estrenada en 2016. Está protagonizada por Jamie Dornan, Guillaume Canet y Mark Strong. Narra la historia del Asedio de Jadotville, durante el cual el comandante Patrick Quinlan y su batallón de soldados irlandeses atrapados en Jadotville se enfrentaron con escasos recursos a guerrilleros que trabajaban para las empresas mineras.

## Argumento
La película se basa en los hechos ocurridos en 1961 en la localidad de Jadotville (actualmente llamada Likasi), perteneciente a la República Democrática del Congo. En el filme se cuenta la historia de Patrick Quinlan, Mayor irlandés que estaba a cargo de la Compañía A de 150 soldados irlandeses de la ONU con escasos recursos, los cuales se iban a enfrentar a un muy superior ejército de soldados congoleños (en torno a 5.000) bajo el mando de mercenarios procedentes de Francia y Bélgica, contratados por empresas mineras.
Tras varios ataques, los soldados quedaron arrinconados en su campamento base con limitados recursos. A la espera de refuerzos y con la orden de aguantar el asedio, el comandante irlandés consiguió detener el ataque africano para conseguir salvar a todos sus soldados, demostrando sus grandes dotes de liderazgo y estrategia.

## Reparto
- Jamie Dornan como Patrick Quinlan.
- Guillaume Canet como René Faulques.
- Mark Strong como Conor Cruise O'Brian.
- Jason O'Mara como el Sargento Jack Prendergast.
- Mikael Persbrandt como Dag Hammarskjold.
- Emmanuelle Seigner como Madame Lafontaigne.
- Michael McElhatton como McEntee.
- Ronan Raftery como Gorman.[3]

## Producción
La película se basa en el libro de Declan Power, El asedio en Jadotville: la batalla olvidada del ejército irlandés (2005). Relata el asedio de Jadotville, un conflicto que involucra a los pacificadores del ejército irlandés y las fuerzas congoleñas durante la crisis del Congo en septiembre de 1961.
Según apuntó el director Ritchie Smyth. "No hay nada mejor que ver a los actores actuando como si estuvieran en una película de acción, pretendiendo correr arriba con armas y parecer serios. La mejor manera de conseguir que lo hagan de forma realista es entrenarlos para que sean soldados, así que lo hice".

## Premios
| Festival                       | Categoría              | Ganadores y nominados   | Resultado |
| ------------------------------ | ---------------------- | ----------------------- | --------- |
| Irish Film & Television Awards | Mejor película         | El asedio de Jadotville | Nominado  |
| Irish Film & Television Awards | Mejor director         | Richie Smyth            | Ganador   |
| Irish Film & Television Awards | Mejor guion            | Kevin Brodbin           | Nominado  |
| Irish Film & Television Awards | Mejor actor            | Jamie Dornan            | Nominado  |
| Irish Film & Television Awards | Mejor actor secundario | Jason O'Mara            | Ganador   |
| Irish Film & Television Awards | Mejor banda sonora     | El asedio de Jadotville | Nominado  |
| Irish Film & Television Awards | VFX                    | El asedio de Jadotville | Ganador   |